# Bordèras de Loron
Bordèras de Loron (en francès Bordères-Louron) és un municipi francès del departament dels Alts Pirineus, a la regió d'Occitània. Des del 1972 aplega l'antic municipi d'Ilhat.

## Demografia
| 1962                                       | 1968 | 1975 | 1982 | 1990 | 1999 | 2007 |
| ------------------------------------------ | ---- | ---- | ---- | ---- | ---- | ---- |
| --                                         | --   | 132  | 132  | 115  | 148  | 152  |
| Des de 1962: població sense dobles comptes |      |      |      |      |      |      |

## Administració
| Període   | Identitat        | Partit |
| --------- | ---------------- | ------ |
| 1995-2004 | Charles Ghirardi |        |
| 2004-2008 | Marc Fanès       |        |
| 2008-     | Alain Masalle    |        |